# Copa del Món de Futbol de 1930 - Grup 3
El Grup 3 de la Copa del Món de Futbol 1930, disputada a l'Uruguai, estava compost per 3 equips, que s'enfrontaren entre ells amb un total de 3 partits. Quan acabaren aquests partits, l'equip amb més punts es classificà per a les semifinals.

## Integrants
El grup 3 està integrat per les seleccions següents:
| Uruguai | Romania | Perú |
| ------- | ------- | ---- |

## Classificació
| Pos | Equip   | PJ | PG | PE | PP | GF | GC | DG | Pts | Classificació       |
| --- | ------- | -- | -- | -- | -- | -- | -- | -- | --- | ------------------- |
| 1   | Uruguai | 2  | 2  | 0  | 0  | 5  | 0  | +5 | 4   | Avança a semifinals |
| 2   | Romania | 2  | 1  | 0  | 1  | 3  | 5  | −2 | 2   |                     |
| 3   | Perú    | 2  | 0  | 0  | 2  | 1  | 4  | −3 | 0   |                     |

## Partits

### Romania vs. Perú
| Romania                            | 3–1     | Perú               |
| ---------------------------------- | ------- | ------------------ |
| Deşu 1' · Stanciu 79' · Kovács 89' | Informe | Souza Ferreira 75' |

### Uruguai vs. Perú
| Uruguai    | 1–0     | Perú |
| ---------- | ------- | ---- |
| Castro 65' | Informe |      |

### Uruguai vs. Romania
| Uruguai                                         | 4–0     | Romania |
| ----------------------------------------------- | ------- | ------- |
| Dorado 7' · Scarone 26' · Anselmo 31' · Cea 35' | Informe |         |